# Phare de Naufrage
Le phare de Naufrage (en anglais : Naufrage Lighthouse ou Shipwreck Point Lighthouse) est un phare actif qui est situé au port de Naufrage, dans le Comté de Kings (Province de l'Île-du-Prince-Édouard), au Canada. 
Ce phare est géré par la Garde côtière canadienne.

## Histoire
Le premier phare a été construit en 1913 et il a été désactivé en 1968. C'était un bâtiment carré de deux étages. Il avait été automatisé en 1966. Sa lanterne a été enlevée et elle était équipée d'une lentille de Fresnel. Il est devenu une propriété privée.
Le phare actuel, construit près du premier, a été mis en service le 27 septembre 1967.

## Description
Le phare est une tour octogonale blanche en béton, à claire-voie, en bois de 13,5 m de haut, avec une galerie et une lanterne rouge. Il émet, à une hauteur focale de 25,5 m, un feu isophase un éclat blanc toutes les 4 secondes. Sa portée nominale est de 12 milles nautiques (environ 22 km).
Identifiant : ARLHS : CAN-459 - Amirauté : H-1168 - NGA : 8036 - CCG : 1042.

## Caractéristique duFeu maritime
Fréquence : 5 secondes (W)
- Lumière : 3 secondes
- Obscurité : 2 secondes

### Lien connexe
- Liste des phares de l'Île-du-Prince-Édouard